# مركز التعظم
مَرْكَزُ التَّعَظُّم (بالإنجليزية: Ossification center)‏ هُوَ النُقطَة التي يبدأ فيها تَعَظُّم الغُضْرُوف. الخطوة الأولى في التَعَظُّم هي أنَّ الخلايا الغُضرُوفيَّة في هذه المرحلة تتضخم وتُرتب نَفسَها في صفوف.
تزداد كمية المَطْرِس التي يتم تضمينها فيها، بحيث تُصبح الخَلايا مُنفَصِلة عن بعضِها البعض.
تَرسُب المَواد الكِلْسِيّة في هذه المَطْرِس بينَ صُفوف الخَلايا، بحيث تَنْفَصل عن بعضها البعض بواسطة أعَمِدة طوليَّة مِنَ المَطْرِس المُتَكَلِسَة، مِما يُعطي مظهراً حُبَيْبِياً ومُعتِماً.
تصبح المَطْرِس بَيْنَ خَلِيَتين مِنْ نفس الصّف مُتَكَلِسَة أيضاً، وتَمتَد الأَشرِطة المُستعرَضة لِلِمادة المُتَكَلِسَة مِنْ عَمود كِلْسِيّ إلى آخر.
وهكذا توجد مجموعات طوليَّة مِنْ الخلايا الغُضرُوفيَّة مُحاطة بِتَجاويف مُستَطيلة، تَتَكون جُدرانَها مِنْ مَطْرِس مُتَكَلِسَة تَقْطع كُل التَغْذِيَة عَنْ الخلايا، ونتيجة لذلك، تَضْمُر الخلايا،تاركَةً فَراغات تُسمى الهالَة الأوليَّة.

## أنواع مراكز التعظم
هناك نوعان من مَرْكَزُ التَّعَظُّم - الأوليّ والثانويّ.
مَرْكَزُ التَّعَظُّم الأوليّ هو المنطقة الأولى من العظم التي تبدأ في التَعَظُّم. يظهر عادةً أثناء النماء السابق للولادة في الجزء المركزيّ من كل عظم نامٍ.
في العظام الطويلة، تكون المراكز الأولية في الجَدْل / جسم العظم وفي العظام غير المنتظمة، تكون المراكز الأوليَّة عادةً في جسم العظم. تحتوي معظم العظام على مَرْكَز أوليّ واحد فقط (على سبيل المثال، جميع العظام الطويلة باستثناء التَّرْقُوَة) ولكن بعض العظام غير المنتظمة مثل الَورِك والفقرات لها مراكز أوليَّة متعددة.
مَرْكَزُ التَّعَظُّم الثانوي هو منطقة التَّعَظُّم التي تظهر بعد ظهور مَرْكَزُ التَّعَظُّم الأوليّ بالفعل - يظهر معظمها خلال سنوات ما بعد الولادة والمراهقة. تحتوي معظم العظام على أكثر من مركز تعظم ثانوي. في العظام الطويلة، تظهر المراكز الثانوية في المُشاش.

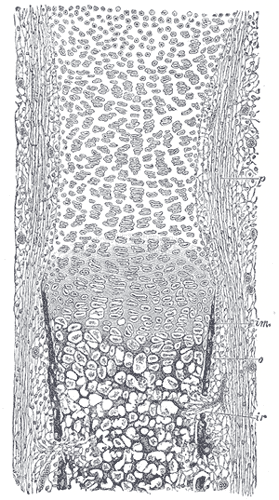
قسم من عظم الجنين للقط. الأشعة تحت الحمراء. اضطراب النسيج تحت السمحي. ص. الطبقة الليفية من السمحاق. ا. طبقة بانيات العظم. انا. الرواسب العظمية تحت السمحي.

## الفهرس
Gray, Henry؛ Spitzka, Edward Anthony (1910). Anatomy, descriptive and applied. the University of California: Lea & Febiger. ص. 44. ossification.